# Lloyd S. Shapley
Lloyd S. Shapley (n. 2 iunie 1923, Cambridge, Massachusetts, SUA – d. 12 martie 2016, Tucson, Arizona, SUA) a fost un matematician și economist american, profesor emerit la Universitatea din California, Los Angeles. A adus contribuții majore la matematica economică, în special la teoria jocurilor. Împreună cu Alvin E. Roth, a fost distins cu Premiul Nobel pentru Economie pe anul 2012, pentru teoria alocațiilor stabile și practica mecanismelor de piață.
Părinții săi au fost astronomul Harlow Shapley și soția acestuia, Martha Betz.